# Anisitsiellides partitus
Anisitsiellides partitus är en kvalsterart som beskrevs av Cook 1983. Anisitsiellides partitus ingår i släktet Anisitsiellides och familjen Anisitsiellidae. Inga underarter finns listade i Catalogue of Life.